# Barranc de la Conca (Tivissa)
El Barranc de la Conca és un barranc del terme municipal de Tivissa, a la comarca catalana de la Ribera d'Ebre.
És a la part muntanyosa del sector meridional del gran terme de Tivissa, al sud d'aquesta vila. Es forma en el vessant sud del cim del Coll de les Marrades, a la zona anomenada la Conca, des d'on davalla cap al sud, decantant-se cap al sud-est. Passa a llevant del Mas d'en Saboc i a ponent del paratge de la Devesa, i a llevant de la Masia de Frides, fins que s'aboca al barranc de Jovada.